# Alison Lundergan Grimes

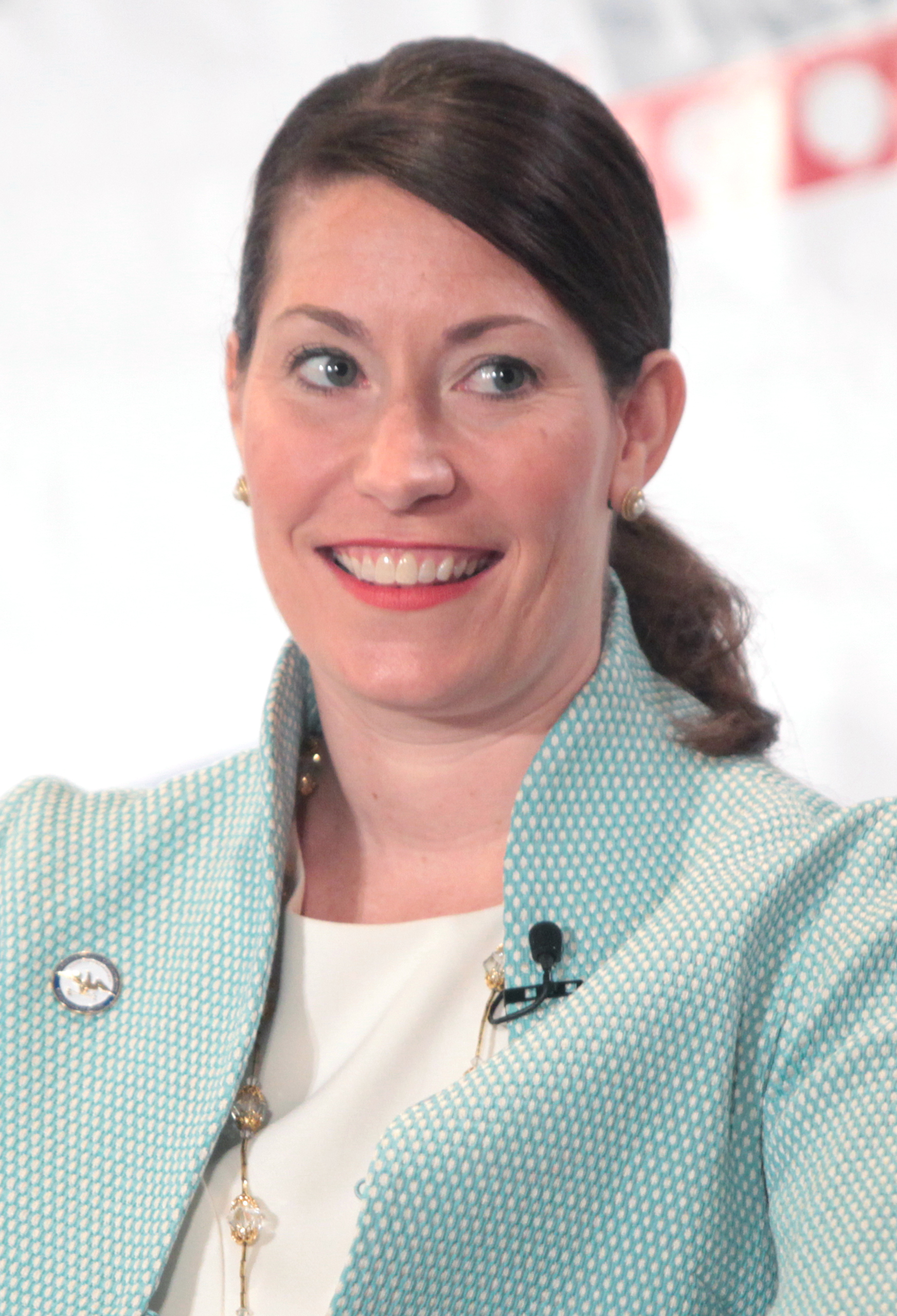
Alison Lundergan Grimes (2016)

Alison Lundergan Grimes (* 23. November 1978 in Maysville, Kentucky) ist eine amerikanische Politikerin der Demokratischen Partei. Sie war von 2012 bis 2020 Secretary of State des Bundesstaates Kentucky. Als Kandidatin der Demokraten für den dortigen Sitz im Senat der Vereinigten Staaten unterlag sie bei der Wahl 2014 dem republikanischen Mandatsinhaber Mitch McConnell.

## Familie, Ausbildung und Beruf
Alison Lundergan wuchs als mittlere von fünf Töchtern in einer katholischen, politisch engagierten Familie auf, die Verbindungen zur Familie Clinton hat; ihr Vater Jerry Lundergan war eine Zeitlang der Parteivorsitzende der Demokraten in Kentucky, ihre Mutter Charlotte ist Vertreterin des Bundesstaates beim Democratic National Committee. Schon als Mädchen zog sie für ihren Vater in den Wahlkampf und engagierte sich ehrenamtlich unter anderem für die Heilsarmee und die National Kidney Foundation.
Sie besuchte in Lexington (Kentucky) eine katholische High School, nahm an Debattierwettbewerben teil und übte sich an den Reden Martin Luther Kings. Anschließend erhielt sie am Rhodes College in Memphis (Tennessee) den Bachelorgrad in Politikwissenschaften und schloss ein Jurastudium am Washington College of Law der American University in Washington, D.C. mit dem Juris Doctor ab. Alison Lundergan wurde daraufhin in Lexington (Kentucky) als Rechtsanwältin zugelassen und arbeitete 2004 bis 2011 in der Kanzlei Stoll Keenon Ogden mit den Schwerpunkten geistiges Eigentum und Unternehmensrecht.
Sie heiratete 2006 Andrew Grimes, der im Marketing für Neue Medien arbeitet, und lebt mit ihm in Lexington.

## Secretary of State 2012 – 2020
2010 kündigte sie an, sich um die Nachfolge des republikanischen Secretary of State Kentuckys, Trey Grayson, zu bewerben, der wegen Amtszeitbegrenzung nicht wieder antreten konnte. Obwohl der demokratische Gouverneur des Staates, Steve Beshear, schon die Parteikollegin Elaine Walker für die letzten Monate der Amtszeit von Grayson eingesetzt hatte, trat Lundergan Grimes in der parteiinternen Vorwahl gegen Walker an und setzte sich im Mai 2011 mit 55 zu 45 Prozent der Stimmen durch.
Bei der eigentlichen Wahl im November 2011 besiegte Lundergan Grimes ihren republikanischen Konkurrenten Bill Johnson deutlich mit über 60 Prozent der Stimmen; sie hatte sich in ihrem Wahlkampf dagegen ausgesprochen, das Wahlrecht an das Vorhandensein einer Identifikationsurkunde mit Foto („Photo-ID“) zu knüpfen, und so möglichst vielen Menschen auch in prekären Lebenslagen das Wahlrecht zu erhalten. Am 2. Januar 2012 trat sie ihr Amt an, in dem sie sich um die Schaffung von Arbeitsplätzen und guten Investitionsbedingungen für Unternehmen bemüht. Sie setzte ihre Kritik an den immer schärferen Identifizierungsmaßnahmen für Wähler („voter identification“) fort, die einige Bundesstaaten vorgeschrieben haben, und verglich sie mit den Jim-Crow-Gesetzen aus der Zeit der Rassentrennung. Zudem stieß sie eine Initiative an, Soldaten im Ausland die Teilnahme an Wahlen in den Vereinigten Staaten zu erleichtern, weshalb sie im September 2012 in den Nahen Osten reiste; der Kongress griff ihre Ideen auf und verabschiedete dazu im April 2013 überparteilich ein Gesetz.
Nachdem Lundergan Grimes Ende 2014 erwogen hatte, sich für das Amt des Gouverneurs ihres Bundesstaates aufstellen zu lassen, kündigte sie im Januar 2015 an, sich stattdessen wieder als Secretary of State Kentuckys zu bewerben. Sie gewann die demokratische Vorwahl im Mai 2015 ungefährdet und trat gegen den Republikaner Stephen L. Knipper an, der in der Gesundheitsverwaltung arbeitet. Sie gewann am 4. November 2015 knapp mit 51 zu 49 Prozent der Stimmen eine weitere Amtszeit. Am 17. Mai 2016 sprach sie sich für Hillary Clinton als Kandidatin der Demokraten bei der Präsidentschaftswahl 2016 aus.
Nach zwei Amtszeiten durfte sie 2019 wegen der Amtszeitbegrenzung nicht mehr erneut als Secretary of State antreten und schied daher Anfang 2020 aus dem Amt aus.

## Kandidatin für den US-Senat 2014
Nachdem die Schauspielerin Ashley Judd eine mögliche Kandidatur für die Demokraten bei der Wahl zum US-Senat 2014 in Kentucky im März 2013 abgesagt hatte, konzentrierte sich das Interesse der Medien auf Alison Lundergan Grimes, bis sie am 1. Juli 2013 bei einer Pressekonferenz ihre Kandidatur in der parteiinternen Vorwahl der Demokraten bekanntgab. Diese gewann sie am 20. Mai 2014 mit über 76 Prozent der Stimmen und war damit die Kandidatin ihrer Partei für die Senatswahl 2014. Diese Wahl galt wegen der anhaltenden Unbeliebtheit des bisherigen Senators Mitch McConnell als eine der wenigen Möglichkeiten für die Demokratische Partei, bei den für sie ungünstig strukturierten Wahlen 2014 einen republikanischen Amtsinhaber zu besiegen. Lundergan Grimes galt vielen Beobachtern als die bestmögliche Herausforderin für ihre Partei gegen den Mandatsinhaber, einen der härtesten Wahlkämpfer der US-Politik.
Lundergan Grimes inszenierte sich als unabhängige Politikerin, die über dem unpopulären Washingtoner Parteiengezänk stehe, und distanzierte sich – etwa bei der Umsetzung der Gesundheitsreform für kleine Unternehmen – von Präsident Obama, der im kohlereichen Kentucky wegen seiner Förderung erneuerbarer Energien unbeliebt ist. Zugleich stellte sie den Amtsinhaber McConnell, der als Senate Minority Leader die machtvolle Position des Fraktionsvorsitzenden der Republikaner im US-Senat innehatte, als Inbegriff des Parteisoldaten und Washington-Insiders dar. Sie wurde intensiv von der Bundespartei unterstützt, unter anderem mit hochkarätigen Beratern, und versammelte einen Großteil der zerstrittenen Partei ihres Bundesstaates hinter sich, unter anderem den Gouverneur Steve Beshear, der bis dahin als Erzfeind ihres Vaters Jerry Lundergan gegolten hatte. Ihre Kandidatur wurde als Ausfluss eines Trends gesehen, dass in den Vereinigten Staaten politische Familien Dynastien bilden; insbesondere traten bei den Wahlen 2014 Töchter von Politikern an. Lundergan Grimes setzte ihr Geschlecht strategisch ein: Sie nannte als Vorbilder allein Frauen, etwa in einem berühmt gewordenen Fernsehspot mit ihren beiden Großmüttern, und betonte, dass sie die einzige gewählte Frau in einem politischen Amt in Kentucky sei, was manche Beobachter mit ihrem strikten Eintreten für das Abtreibungsrecht von Frauen (Pro-Choice) in Verbindung brachten. Im Senatswahlkampf konzentrierte sich Lundergan Grimes auf die Schaffung von Arbeitsplätzen und Infrastrukturmaßnahmen und legte im Juni 2014 ein Programm zur Dämpfung der Ausbildungskosten vor, unterstützt von der demokratischen Senatorin Elizabeth Warren aus Massachusetts.
Die meisten Umfragen nach ihrem Eintritt in den Wahlkampf sahen ein offenes Rennen zwischen ihr und dem Amtsinhaber McConnell, weshalb der Cook Political Report die Entscheidung im August 2013 als „Toss Up“ (völlig offen) einstufte. McConnell wurde innerparteilich vom wohlhabenden Geschäftsmann Matt Bevin, der zur Tea-Party-Bewegung gerechnet wird, herausgefordert und musste daher nach rechts integrieren, statt sich auf die Auseinandersetzung mit Lundergan Grimes in der politischen Mitte konzentrieren zu können, was sich mit McConnells Sieg bei der republikanischen Vorwahl im Mai 2014 erledigte. McConnell blieb für viele Beobachter klarer Favorit in einem Rennen, das große Aufmerksamkeit und Spendenbereitschaft auf nationaler Ebene erzeugte und zu einem der teuersten Senatswahlkämpfe überhaupt wurde.
Am Wahltag setzte sich McConnell überraschend klar mit 56 Prozent der Wählerstimmen gegen Grimes mit 40 Prozent durch. Dabei gelang es McConnell, die Wähler der traditionell demokratischen südöstlichen Kohleregion (Cumberland-Plateau) erstmals weitgehend für sich zu erobern. Sie gewann 10 der 120 Countys Kentuckys.
Im August 2018 wurden ihr Vater Jerry Lundergan und ein weiterer Parteiaktivist, Dale Emmons, von einer Grand Jury angeklagt, ihren Wahlkampf mit illegalen Spenden finanziert und das vertuscht zu haben.